# Bosc Comunal de Dorres
El Bosc Comunal de Dorres (oficialment en francès Forêt communale de Dorres) és un bosc del terme comunal de Dorres, a la comarca de l'Alta Cerdanya, de la Catalunya del Nord.
El bosc, de 3,18 km², està dividit en dos sectors; un al nord i l'altre a la zona central - meridional del terme, a prop al nord del poble.
El bosc està sotmès a una explotació gestionada per la comuna de Dorres, atès que es bosc és propietat comunal. Té el codi F16229E dins de l'ONF (Office national des forêts).